# Nystalea discalis
Nystalea discalis är en fjärilsart som beskrevs av William Schaus 1910. Nystalea discalis ingår i släktet Nystalea och familjen tandspinnare. Inga underarter finns listade i Catalogue of Life.